# Нестеренко Данило Потапович
Нестеренко Данило Потапович (24 грудня 1918 — 26 квітня 1954) — учасник Німецько-радянської війни, Герой Радянського Союзу.

## Життєпис
Народився 24 грудня 1918 року в селі Минівка нині Магдалинівського району Дніпропетровської області в селянській родині. Українець. Член ВКП (б)/КПРС з 1943 року. Закінчив 5 класів. Працював трактористом.
У Червоній Армії з 1939 року. Учасник німецько-радянської війни з червня 1941 року. Стрілець 37-го гвардійського стрілецького полку (12-а гвардійська стрілецька дивізія, 61-а армія, Центральний фронт) гвардії єфрейтор Данило Нестеренко в числі перших 29 вересня 1943 року подолав річку Дніпро в районі села Глушець Лоєвського району Гомельської області, Білорусь, і вогнем з кулемета забезпечив прикриття переправи. У боях за розширення плацдарму Данило Нестеренко зв'язкою гранат знищив обслугу ворожого станкового кулемета. У 1944 році Герой форсування Дніпра закінчив курси молодших лейтенантів. На заключному етапі війни брав участь у взятті столиці гітлерівської Німеччини — Берліна, і у вуличних боях в цьому місті. Відзначився при форсуванні внутрішньо водної перешкоди — Тельтов-каналу.
Після війни лейтенант Нестеренко Д. П. — в запасі. Жив і працював у Дзержинському районі Донецької області України. Герой Великої Вітчизняної війни був активним учасником освоєння цілинних земель у Казахстані — першоцілинником. Працював бригадиром тракторної бригади в радгоспі «Далекий» Цілиноградської області.
26 квітня 1954 в ході переправи через річку Жаниспайку тракторів «С-80», що надійшли для радгоспу, одна з гусеничних машин, якою керував недосвідчений водій, не вписалася в брід, і одна з гусениць трактора зависла над водою. Злякавшись, тракторист вискочив з кабіни. Рятувати потопаючий «С-80» кинувся бригадир Нестеренко Д. П. Проте коли він спробував вивести машину, заглух мотор — і через мить вона занурилася у вир. Данило Нестеренко потонув.
У радгоспі «Далекий» ім'ям Героя Радянського Союзу Д. П. Нестеренка пізніше була названа вулиця, встановлено пам'ятник.

## Нагороди
- Указом Президії Верховної Ради СРСР від 15 січня 1944 року за зразкове виконання бойового завдання командування в боротьбі з німецько-фашистськими загарбниками і проявлені при цьому мужність і героїзм гвардії єфрейторові Нестеренко Данилу Потаповичу присвоєно звання Героя Радянського Союзу з врученням ордена Леніна і медалі «Золота Зірка» (№ 1639)[1].
- орден Леніна.
- медалі.